# Quelque chose dans mon cœur
"Quelque chose  dans mon cœur" (dịch nghĩa: "Điều gì đó trong trái tim tôi") là một bài hát năm 1987 của ca sĩ  Elsa Lunghini. Phát hành tháng 12 năm 1987, bài hát này là đĩa đơn đầu tiên của album đầu tiên Elsa của cô. Bài hát thành công lớn tại Pháp khi leo đến vị trí thứ hai của bảng xếp hạng.

## Bối cảnh
Lời bài hát do Pierre Grosz viết. Âm nhạc được Vincent-Marie Bouvot và Georges Lunghini, cha Elsa, sáng tác. Georges  cũng sáng tác tất cả các ca khúc trong album đầu tay của cô.
Trong hai câu thứ hai của bài hát, Elsa đề cập đến các nữ diễn viên Ava Gardner, người mà cô cảm thấy cuốn hút. Với "rất nhiều cung bậc cảm xúc nhạy cảm", bài hát mô tả "giai đoạn quan trọng từ thời thơ ấu đến tuổi vị thành niên", bị giằng xé giữa mong muốn trở thành một người lớn và nỗi sợ hãi về cái không biết. Các mối quan hệ với cha mẹ và bạn bè cũng được nhắc đến.

## Bảng xếp hạng
Tại Pháp, bài hát này cũng thành công như đĩa đơn trước đó - "T'en va pas" - nhưng đã không đứng đầu bảng xếp hạng (Boys (Summertime Love)" của Sabrina Salerno là bài đứng số 1). Khởi đầu bài hát đứng vị trí số 46 trên bảng xếp hạng đĩa đơn của Pháp vào ngày 19 tháng 12 năm 1987, vào trong top 10 5 tuần sau đó, và ở đó trong 11 tuần, đạt mức cao nhất thứ hai vào ngày 27 tháng 2 năm 1988. Bài hát ở top 50 được 24 tuần liên tục.
Năm 1988, đĩa đơn này đã được chứng nhận đĩa vàng bởi SNEP, với trên 500.000 đĩa đã bán.

## Phiên bản Việt Hóa
Trong giai đoạn từ thập niên 80 tới thập niên 2000, bài hát được Việt hóa qua nhiều phiên bản khác nhau, được một vài ca sĩ ở cả Việt Nam và bên hải ngoại trình bày như Ngọc Lan (Giọt Sầu Trong Tim), Kiều Nga (Chút Vương Vấn Trong Tim) và Quang Vinh (Mãi Còn Yêu).

## Thống kê và chứng nhận
| Bảng xếp hạng (1987-1988) | Thứ hạng cao nhất |
| ------------------------- | ----------------- |
| Eurochart Hot 100         | 29                |
| French SNEP Singles Chart | 2                 |

| Quốc gia | Chứng nhận | năm  | Số lượng bán |
| -------- | ---------- | ---- | ------------ |
| France   | Gold       | 1988 | 500,000+     |